# سان کالوجرو
سان کالوجرو (به ایتالیایی: San Calogero) یک کومونه در ایتالیا است که در استان ویبو والنتیا واقع شده‌است. سان کالوجرو ۲۵٫۱ کیلومتر مربع مساحت و ۴٬۵۷۱ نفر جمعیت دارد.